# 彼得潘 (劇作)
《彼得潘：不会长大的男孩》（英語：Peter Pan: The Boy Who Wouldn't Grow Up）（1904）是蘇格蘭小說家及劇作家詹姆斯·馬修·貝瑞（James Matthew Barrie，1860年—1937年）最为著名的剧作，而《彼得潘与温蒂》（Peter Pan and Wendy）是他1911年将其小说化的小说题目。二者皆讲述了彼得潘，一个会飞卻拒絕長大的顽皮男孩在夢幻島与温蒂以及她的弟弟们的所遭遇到的各种历险故事。

## 历史
彼得潘的剧作于1904年12月27日在伦敦首演，由Nina Boucicault领衔主演。1905年于百老汇上演，主演为莫德·亚当斯。不久后由玛丽莲·米勒和伊娃·列·高丽安参与演出的无声电影于1924年上映。此后这部剧作曾被改编为音乐剧，电视节目以及两部有声电影——其中1953年的电影是由迪士尼出品的标准长度的动画电影，另一部则是2003年的英国电影，以其华丽的场景及特效著称。彼得潘的舞台剧在英格兰是以其最初的形式每年上演。而美国上演的则是1954年的音乐剧版本，此版本因在电视上播出而流行。
小说于1911年首次发行。原版书包括由艺术家F. D. Bedford所绘制的一幅卷首插图以及11幅黑白插图。如今小说出版多冠以《彼得潘与温蒂》之名，或仅仅是叫做Peter Pan。
1929年贝里将彼得潘作品的著作权捐赠给了伦敦的一間儿童医院（Great Ormond Street Hospital），希望能将赚得的版税用来救助儿童。然而这也使得彼得潘的版权问题复杂化。

## 劇情
大意是小飛俠彼得潘晚上出现在伦敦肯辛顿区，在开着的窗子外听达林太太（Mrs. Mary Darling）讲睡前故事。一天晚上他被发现了，在逃跑中他丢失了影子。回来找影子时，他吵醒了达林太太的女儿，温蒂（Wendy）。
温蒂帮他修好了影子。彼得发现温蒂也知道很多故事，于是他邀请温蒂到夢幻岛（Neverland）来做他们这一群遗失男孩（Lost Boys）的母亲。他们都是在肯辛顿公园走失的孩子。温蒂答应了，同她的两个弟弟，约翰和迈克尔一起跟着彼得潘前往了夢幻岛。
在前往夢幻岛的途中，他们充满魔幻色彩的飞行遇到了许多危险。孩子们被大炮从空中打落，而由于小仙子叮叮（Tinker Bell）的陷害，温蒂差点被一个遗失男孩杀死。之后彼得和他的伙伴们为温蒂建了一栋小房子（Wendy House），让她住在裡面养伤。很快约翰和迈克尔也适应了遗失男孩的生活。
彼得邀请温蒂去他在地下的家，而温蒂也马上习惯了母亲的角色。彼得带领着温蒂和她的两个弟弟进行了多次历险，他们第一次真正遇到危险是在美人鱼的礁湖。在那里彼得和遗失男孩们救了虎莲公主（Princess Lily），但是也卷入了与海盗的战争中。他们的敌人中就有恶魔虎克船长（Captain Hook）。虎克船长抓伤了彼得。他让温蒂乘着风筝逃走，自己却束手无策的躺在涨潮时的岩石上。他确定自己要死了，但是他认为死亡本身就是“一次宏大的冒险”（an awfully big adventure）。幸运的是，一只鸟把自己的巢借给彼得当作小船，他回到了家。
因为彼得救了虎莲，他得到了印第安族人的帮助，他们为彼得的家当守卫来抵抗下一次的海盗袭击。与此同时，温蒂爱上了彼得。彼得对于温蒂的感情感到不解与烦躁，他说出了他的感受，却伤害了温蒂的感情。她决定带着约翰和迈克尔回到英格兰。然而不幸的是，虎克船长抓住了他们，并且在孩子们睡着的时候向彼得的药里下毒。彼得不知道这些事情的发生。他睡醒以后，小仙子叮叮告诉他温蒂他们被抓走了。为了让温蒂高兴，彼得想喝下他的药。叮叮来不及告诉他毒药的事，于是她代替彼得喝下了药。在她濒临死亡之时，彼得祈求到了那些仍然相信仙子存在的孩子们的同情，救活了叮叮。
彼得在前往虎克的船的途中看到了一只会发出钟表一样滴答响的鳄鱼，于是他决定自己也学着鳄鱼发出这种声音，这样路上就不会被野兽袭击。然而他上船的时候忘记了停止发出这种声音，结果海盗们以为是鳄鱼来了。海盗们在船上搜寻鳄鱼的时候，彼得潘潜入船仓偷到了钥匙放了大家。当海盗察觉了床仓裡的声音前来查看时，彼得就杀死他们。最后彼得轻易的打败了虎克船长，让他掉进了鳄鱼的嘴裡，救出了所有人。然后他们乘着船回到了伦敦。
为了让心碎的母亲不再伤心，温蒂决定回家，并将所有的遗失男孩也带回了伦敦。在温蒂和她的弟弟到家之前，彼得飞在了他们前面，想把窗子关上，这样温蒂就会以为她的母亲已经忘记了她。然而当看到温蒂的母亲为了温蒂而伤心时，他还是痛苦的飞走了，留下了一扇开着的门。之后不久他又回来了一次，见到了温蒂的母亲。她同意收养那些遗失男孩。她希望也收养彼得，但是彼得拒绝了。他怕他们会“抓住他并且把他变成一个大人”（catch him and make him a man）。同时故事中也暗示玛丽年幼的时候也认识彼得。彼得承诺每年春天会为了温蒂回来。故事的最后，温蒂望向窗外，向空中说道，“你不会忘记会为我而来吧，彼得。请千万，千万不要忘记。”（You won't forget to come for me, Peter? Please, please don't forget）
之後他將溫蒂送回家並承諾她每年此時都會回去找她，聽她說他的故事，直到某一年，當溫蒂說他的故事時，彼得潘居然問她叮叮是誰，溫蒂驚訝於他居然忘了小仙子叮叮，並告訴他叮叮的事，但彼得潘只皺了皺眉說：「他們實在太多了，而且生命也都很短暫，我記不起來」到了後來，彼得潘有時記得回去、有時忘記，溫蒂一年年的長大，而彼得潘完全沒變，到了某一次之後彼得潘便再也沒有出現過了，但溫蒂仍然述說著彼得潘的故事，而故事也就這樣一代一代的傳下去了。（這是原本書中所寫的結局，也是原作者的本意）
當彼得還住在英國的家時，他聽見他爸媽說有一天他就會長大，但是彼得不想要長大，於是他逃家到肯辛頓公園，和仙子住在一起，之後到了夢幻島，永遠當小孩，永遠不會長大。而他有一天飛回原本在英國的家，卻發現他的爸媽已經將窗戶深鎖，而原本屬於他的床上出現了另一個小孩。

## 故事主题

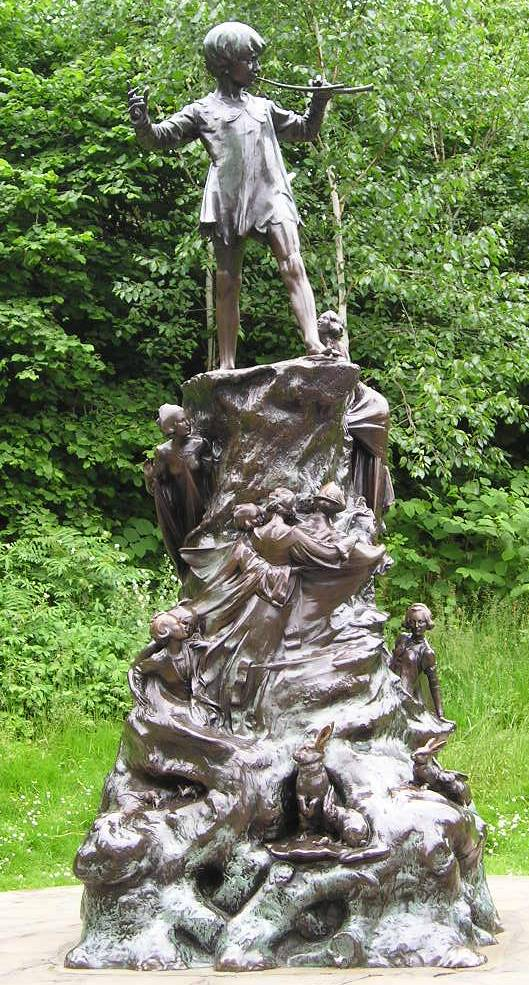
倫敦肯辛頓公園的彼得潘

这部剧的副标题“不会长大的男孩”强调了这个故事最基本的主题：童年的纯真与成年人的责任之间的冲突。彼得拒绝了从儿童转变为成年人，并且鼓动其他的孩子也这样做。然而书中的第一句“所有的孩子都会长大，除了一个人”以及故事的结局表明了这个愿望的不现实性。在这种转变之中也有着悲剧的成分。

## 改編作品
《小飛俠》曾多次被搬上大銀幕：
- 《彼得潘》（1924年）（無聲電影）
- 《小飛俠》（1953年）（迪士尼動畫）
  - 《夢不落帝國》（2002年）
- 《鐵鉤船長》（1991年）
- 《小飛俠彼得潘》（2003年）
- 《潘恩：航向夢幻島》（2015年）
- 《彼得潘和溫蒂》（2023年）

### 其餘相關影視作品
- 《尋找新樂園》（2004年）

## 外部連結
- 彼得潘 （页面存档备份，存于） - 這是個彼得潘迷製作的網站，搜罗豐富的相關資訊。